# Plagioclimax
Il plagioclimax in ecologia, rappresenta un'area o un habitat in cui l'influenza della specie umana non ha consentito ad un ecosistema di svilupparsi totalmente.
L'ecosistema non ha potuto evolversi fino al raggiungimento del proprio climax climatico ed è stato dirottato verso climax differenti da attività antropiche come:
- riduzione della vegetazione
- deforestazione attraverso incendi
- introduzione di altre specie di alberi o uso di un ambiente per agricoltura
- pascolo di animali addomesticati

Di conseguenza l'attività antropica ha portato alla formazione di un climax che non è quello atteso per quella determinata area. Se l'attività antropica continua, la comunità si stabilizza e  non si sviluppa fino a quando l'attività umana non cessa del tutto.